# 法廷地法
法廷地法（ほうていちほう、羅：lex fori）とは、ある裁判手続について、これが係属している裁判所が所属する国又は地域の法のことをいう。刑事訴訟では、手続法の面でも実体法の面でも法廷地の法律を適用して裁判をするのが通常である（ただし、複数の法域を有する国においては、適用される刑事実体法は法廷地法とは限らない。）ため、国際私法を通じて外国法を適用することがありうる民事手続で問題となることが多い。

## 手続は法廷地法による
民事手続で問題となる法律の適用においては、訴訟で解決すべき実体の問題（実体法）と手続の問題（手続法）とが区別されるが、前者については、国際私法による処理を通して、外国の私法の適用の可能性があるのに対し、後者については、古くから手続は法廷地法によるという原則が確立している。
このような表現によると、手続法の準拠法は法廷地法であるという国際私法上のルールがあるかのような印象も受ける。しかし、そもそも民事訴訟法などの手続に関する法規制は公法に属すべきもので外国の法律に委ねることができず、もともと国際私法の枠組みから外れているのだという説明もできる。
もっとも、あらゆる法律のうち何が実体法に属し何が手続法に属するかについては、各国の法制度により差異がある。例えば、消滅時効については、日本法においては実体法上の制度と考えられているが、英米法では類似の機能を有する出訴制限が手続法上の制度として位置づけられている（ただし、米国の連邦裁判所においては実体法として取り扱われる。）。

## 実体面と法廷地法
手続面と区別された実体面においては、国際私法を通じて外国の私法（民事実体法）を適用する余地がある。しかし、国際私法で採られる準拠法指定に関するルールは、問題となる法律関係の本拠 (Sitz) を探求し、本拠となる地の法を適用するというものである。そのため、法廷地の法律を準拠法として適用する結果になったとしても、たまたま法廷地法を適用する結果となったにすぎず、準拠法として法廷地法を適用すべきというルールに従って法廷地の法律を適用したわけではない。
もっとも、準拠法とされた外国法を適用することが、法廷地の法秩序からは容認できない場合もある。このような場合、外国法の適用結果が法廷地の公序に反するとしてその適用が排除されることがあり、そのような処理は法廷地法上の公序とされ、日本でも同旨の処理が認められている（法の適用に関する通則法42条（旧法例33条））。その結果、外国法の適用が排除された場合は、法廷地法が適用されるとする立法例・見解が一般である。また、外国法の適用結果が法廷地の公序に反する場合もあることに備え、法廷地法を累積適用することをルール化している場合もある（法の適用に関する通則法14条、17条、22条（旧法例11条））など）。